# Fabrice Sorlin
Pour les articles homonymes, voir Sorlin.
Fabrice Sorlin est un militant politique d'extrême droite franco-russe. Ancien candidat du Front national (devenu le Rassemblement national (RN)) aux élections législatives, il se fait ensuite connaître pour ses liens avec la Russie. Il jouerait un rôle d'intermédiaire entre le RN et le régime de Vladimir Poutine, en entretenant des liens avec des personnalités comme Konstantin Malofeïev.

## Biographie
Fabrice Emmanuel Gilbert Sorlin naît le 22 octobre 1979 en France selon gazeta.ru, le 29 décembre de la même année selon Myrotvorets. Il est catholique traditionaliste.
Il s'engage au début des années 2000 dans le mouvement d'opposition au mariage homosexuel en France. En 2004, il interrompt le premier mariage homosexuel célébré, alors illégalement, par le maire de Bègles Noël Mamère. Il fonde ensuite Dies Iræ, une organisation catholique traditionaliste et nationaliste, dont il devient président,. Il est proche de Philippe Laguérie, prêtre catholique traditionaliste entretenant des liens avec l'extrême droite.
En 2007, il est candidat du Front national, futur Rassemblement national, lors des élections législatives en Gironde. Il se présente dans la septième circonscription mais échoue à atteindre le second tour, récoltant moins de 3 % des voix. Il quitte le parti par la suite mais reste proche de certains de ses cadres et continue à se dire « proche de la doctrine du FN ».
En 2015, Fabrice Sorlin déménage avec sa femme et leurs six enfants en Russie, dont il demande la citoyenneté au début de l'année 2022. Il habiterait dans une résidence de luxe,. Le 1er mars 2024, il devient officiellement citoyen russe, par décret du président Vladimir Poutine.

## Liens avec la Russie de Vladimir Poutine
Fabrice Sorlin crée en 2008 à Bordeaux l'Alliance France Russie Europe, une association visant à resserrer les liens avec la Russie. Il est également membre du lobby pro-Kremlin Dialogue franco-russe. En 2009, il se rend en Russie pour rencontrer l'homme politique d'extrême droite russe Vladimir Jirinovski. Selon le site d'investigation Centre Dossier, parrainé par Mikhaïl Khodorkovski, Sorlin est également vice-président du Mouvement international russophile, organisation d'influence créée en 2022 par le régime russe pour rassembler des personnalités occidentales favorables au pouvoir russe, comme Jackson Hinkle et Pierre de Gaulle.
À partir de 2012, Fabrice Sorlin se rapproche de Konstantin Malofeïev, un oligarque nationaliste russe, sous sanctions internationales pour son soutien à la guerre du Donbass. Via un intermédiaire, il lui propose de travailler pour lui, pour 270 000 euros par an. Il aurait obtenu d'entrer dans le réseau de Malofeïev grâce à sa proximité avec des cadres du Front national comme Aymeric Chauprade. C'est notamment avec ce dernier qu'il intervient devant la Douma d'État russe pour dénoncer le mariage homosexuel. En octobre 2014, Sorlin est choisi par Malofeïev pour représenter la France au Congrès mondial des familles, un rassemblement ultraconservateur soutenant le milliardaire.
Fabrice Sorlin devient peu à peu la « courroie de transmission » politique entre le Front national, qui deviendra le Rassemblement national, et le régime russe. Le 18 novembre 2016, il est présent à Moscou aux côtés de Marion Maréchal, Andreï Klimov (en) et Konstantin Kossatchev (en), deux membres de la commission des Affaires étrangères du Conseil de la fédération. Officiellement, il est envoyé par Tsargrad, groupe de médias créé par Malofeïev. En mars 2017, peu de temps avant l'élection présidentielle française, il accompagne la délégation de Marine Le Pen lors de sa rencontre avec Vladimir Poutine en Russie ; il est en contact étroit avec les organisateurs. Lors d'une contre-cérémonie d'hommage organisé par Marine Le Pen à Verdun l'année suivante, il invite personnellement Piotr Tolstoï à y assister.
Entre 2017 et 2019, il participe au processus de jumelage entre Semur-en-Brionnais et Viatskoïe. Le 8 décembre 2018, il déploie un drapeau de la république populaire de Donetsk sur les Champs-Élysées lors d'une manifestation des Gilets jaunes, aux côtés de Xavier Moreau, propagandiste franco-russe dont il est proche.
Il apparaît également dans des reportages des médias d'État russes, notamment Sputnik, à partir de 2019. En 2024, il est interrogé par la Komsomolskaïa Pravda au sujet des élections législatives françaises et fait étalage de théories du complot, affirmant que l'« extrême gauche est contrôlée par le ministre de l’Intérieur ».